# Morti il 1º novembre
| Questa pagina contiene informazioni ricavate automaticamente dalle voci biografiche con l'ausilio del template Bio e di un bot. L'aggiornamento è periodico e automatico e ricostruisce completamente la pagina. Se manca una persona in questa lista, sei pregato di non aggiungerla, ma accertati piuttosto che la sua voce biografica contenga il template Bio e che i dati anagrafici siano correttamente compilati. Se il template Bio manca, inseriscilo tu stesso o, in alternativa, metti l'avviso {{tmp\|Bio}} che ne segnala la mancanza. Se i dati riportati sono sbagliati, correggi direttamente la voce biografica; le modifiche saranno visibili in questa lista entro pochi giorni. Per chiarimenti vedi il progetto biografie. La lista contiene solo le 485 persone che sono citate nell'enciclopedia e per le quali è stato implementato correttamente il template Bio. Pagina aggiornata al 13 ago 2025. |

## V secolo(1)
- 430 - Marcello di Parigi, vescovo francese

## VII secolo(2)
- 670 - Audomaro di Thérouanne, vescovo franco (n. 600)
- 678 - Genesio di Lione, arcivescovo franco

## X secolo(2)
- 955 - Enrico I di Baviera, duca tedesco
- 987 - Aroldo I di Danimarca, re norrena

## XI secolo(2)
- 1025 - Gunther di Meißen, arcivescovo cattolico tedesco
- 1038 - Ermanno I di Meißen, nobile tedesco (n. 980)

## XIII secolo(4)
- 1239 - Roberto di Strigonio, arcivescovo francese
- 1286 - Anchero di Troyes, cardinale francese
- 1295 - Mainardo II di Tirolo-Gorizia, conte (n. 1238)
- 1296 - Guglielmo Durante, vescovo cattolico francese (n. 1230)

## XIV secolo(5)
- 1303 - Ugo XIII di Lusignano, nobile francese (n. 1259)
- 1304 - Ranieri dal Borgo, religioso italiano
- 1308 - Contessa Tagliapietra, nobildonna italiana (n. 1288)
- 1319 - Uguccione della Faggiola, militare italiano
- 1391 - Amedeo VII di Savoia, nobile (n. 1360)

## XV secolo(10)
- 1410 - Artaud de Mélan, vescovo cattolico italiano
- 1431 - Nuno Álvares Pereira, militare, religioso e santo portoghese (n. 1360)
- 1442 - Giovanni V di Meclemburgo, principe (n. 1418)
- 1457 - Francesco Foscari, doge (n. 1373)
- 1463 - Alessio V di Trebisonda, imperatore bizantino (n. 1454)
- 1463 - Davide II di Trebisonda, imperatore bizantino (n. 1408)
- 1463 - Giovanni di Cosimo de' Medici, banchiere italiano (n. 1421)
- 1492 - Renato d'Alençon, duca e conte francese (n. 1454)
- 1492 - Beltrán de la Cueva, politico spagnolo
- 1496 - Filippo Buonaccorsi, umanista e scrittore italiano (n. 1437)

## XVI secolo(12)
- 1531 - Altobello Averoldi, vescovo cattolico italiano (n. 1468)
- 1546 - Giulio Romano, pittore e architetto italiano
- 1558 - Erhard Schnepf, teologo tedesco (n. 1495)
- 1558 - Shimun VII Isho'yahb, vescovo cristiano orientale siro
- 1559 - Francesco Franchini, umanista, poeta e vescovo cattolico italiano (n. 1500)
- 1582 - Christophe de Thou, avvocato e politico francese (n. 1508)
- 1587 - Alfonso d'Este, nobile italiano (n. 1527)
- 1588 - Jean Dorat, scrittore e poeta francese (n. 1508)
- 1592 - Ugolino Martelli, umanista e vescovo cattolico italiano (n. 1519)
- 1595 - Marcantonio III Colonna, nobile romano (n. 1575)
- 1596 - Pierre Pithou, scrittore francese (n. 1539)
- 1597 - Edward Kelley, alchimista e glottoteta inglese (n. 1555)

## XVII secolo(14)
- 1605 - Yamauchi Kazutoyo, militare giapponese (n. 1546)
- 1606 - Bartolomeo Ferratini, cardinale italiano (n. 1534)
- 1612 - Carlo di Borbone-Soissons, principe francese (n. 1566)
- 1613 - Flaminio Piatti, cardinale italiano (n. 1552)
- 1622 - Pietro Paolo Navarro, religioso italiano (n. 1560)
- 1629 - Hendrick ter Brugghen, pittore olandese (n. 1588)
- 1631 - Maria Maddalena d'Austria, nobile (n. 1589)
- 1648 - Ulrico II della Frisia orientale, conte (n. 1605)
- 1652 - Pieter van Avont, pittore e incisore fiammingo (n. 1600)
- 1661 - Filippo Prospero di Spagna, nobile spagnolo (n. 1657)
- 1661 - Boris Ivanovič Morozov, politico russo (n. 1590)
- 1676 - Gijsbert Voet, predicatore e teologo olandese (n. 1589)
- 1691 - Placido Spadafora, grammatico e gesuita italiano (n. 1628)
- 1700 - Carlo II di Spagna, sovrano spagnolo (n. 1661)

## XVIII secolo(11)
- 1704 - Giovanni Luigi I di Anhalt-Zerbst, principe (n. 1656)
- 1724 - Humphrey Prideaux, teologo britannico (n. 1648)
- 1730 - Luigi Ferdinando Marsili, scienziato, militare e geologo italiano (n. 1658)
- 1735 - Giacomo Antonio Ponsonelli, scultore italiano (n. 1654)
- 1738 - Luigi De La Forest, pittore francese
- 1750 - Gustaaf Willem van Imhoff, politico olandese (n. 1705)
- 1768 - Pierre Van Maldere, violinista e compositore belga (n. 1729)
- 1776 - Francisco de Saldanha da Gama, cardinale e patriarca cattolico portoghese (n. 1723)
- 1783 - Carl von Linné jr., naturalista svedese (n. 1741)
- 1788 - Rudolph Joseph von Colloredo-Waldsee, nobile e politico austriaco (n. 1706)
- 1788 - Samuel Elbert, politico e generale statunitense (n. 1740)

## XIX secolo(49)
- 1804 - Johann Friedrich Gmelin, biologo, botanico e entomologo tedesco (n. 1748)
- 1807 - Giovanni Fantoni, poeta italiano (n. 1755)
- 1814 - Jean-François Janinet, incisore francese (n. 1752)
- 1814 - Aleksandr Nikolaevič Samojlov, politico e generale russo (n. 1744)
- 1817 - François Marie d'Aboville, generale e nobile francese (n. 1730)
- 1823 - Heinrich Wilhelm von Gerstenberg, poeta e critico letterario tedesco (n. 1737)
- 1827 - Louis François Cassas, scultore, architetto e pittore francese (n. 1756)
- 1830 - Bernardo Ripa di Meana, nobile italiano (n. 1771)
- 1835 - William Motherwell, poeta, scrittore e giornalista scozzese (n. 1797)
- 1835 - Thomas Taylor, filosofo britannico (n. 1758)
- 1840 - Giulio Camporese, architetto italiano (n. 1754)
- 1842 - Giambattista Manfredi, funzionario e presbitero italiano (n. 1758)
- 1843 - Julius Vincenz von Krombholz, medico e micologo ceco (n. 1782)
- 1846 - Franz Anton Ries, violinista tedesco (n. 1755)
- 1847 - Cyrill Demian, organaro austriaco (n. 1772)
- 1848 - Carlo Fontanini, vescovo cattolico italiano (n. 1766)
- 1849 - Giambattista Magistrini, matematico italiano (n. 1777)
- 1852 - Massimiliano di Leuchtenberg, duca (n. 1817)
- 1854 - Michele Ridolfi, pittore e critico d'arte italiano (n. 1793)
- 1854 - Luigi Tarisio, collezionista d'arte italiano (n. 1796)
- 1857 - Valentino Vignone, vescovo cattolico italiano (n. 1805)
- 1860 - Carlotta di Prussia, imperatrice (n. 1798)
- 1861 - Girolamo Hermosilla, vescovo cattolico spagnolo (n. 1800)
- 1861 - Valentín Berrio Ochoa, vescovo cattolico e santo spagnolo (n. 1827)
- 1865 - Michelangelo Castagna, medico e patriota italiano (n. 1783)
- 1865 - John Lindley, botanico inglese (n. 1799)
- 1865 - Charles-François Nanteuil-Leboeuf, scultore francese (n. 1792)
- 1865 - Assunta Pieralli, poetessa e educatrice italiana (n. 1807)
- 1869 - Fermo Zuccari, architetto italiano (n. 1807)
- 1872 - Giacomo Antonio Colli, vescovo cattolico italiano (n. 1811)
- 1875 - Léon Brunier, avvocato e politico francese (n. 1811)
- 1877 - Oliver P. Morton, politico statunitense (n. 1823)
- 1880 - José Paranhos, visconte di Rio Branco, politico e diplomatico brasiliano (n. 1819)
- 1881 - Luigi Agostino Casati, politico italiano (n. 1827)
- 1881 - Jacques Perk, poeta olandese (n. 1859)
- 1882 - Andrea Aradas, zoologo e anatomista italiano (n. 1810)
- 1883 - Alexander Walker Scott, entomologo australiano (n. 1800)
- 1886 - Eugène Lachat, arcivescovo cattolico svizzero (n. 1819)
- 1888 - Nikolaj Michajlovič Prževal'skij, esploratore russo (n. 1839)
- 1892 - Serafino De Tivoli, pittore e militare italiano (n. 1825)
- 1892 - Friedrich von Hellwald, geografo e storico austriaco (n. 1842)
- 1893 - Ferdinand Kilger, alpinista, fotografo e scrittore tedesco (n. 1853)
- 1893 - Jan Matejko, pittore polacco (n. 1838)
- 1894 - Alessandro III di Russia, sovrano russo (n. 1845)
- 1895 - Benito Sanz y Forés, cardinale e arcivescovo cattolico spagnolo (n. 1828)
- 1897 - John Chard, militare britannico (n. 1847)
- 1898 - Alessandro Bettini, tenore italiano (n. 1821)
- 1898 - Cesare Rossi, attore teatrale italiano (n. 1829)
- 1900 - Wendelin Boeheim, militare e storico austriaco (n. 1832)

## XX secolo(239)
- 1901 - Alexander Spengler, medico svizzero (n. 1827)
- 1903 - Theodor Mommsen, storico, numismatico e giurista tedesco (n. 1817)
- 1903 - Domenico Santoro, politico, giornalista e scrittore italiano (n. 1872)
- 1904 - Richie Fitzpatrick, criminale statunitense (n. 1880)
- 1905 - Sergej Legat, ballerino russo (n. 1875)
- 1905 - Isidore Verheyden, pittore belga (n. 1846)
- 1906 - Ottone Francesco d'Asburgo-Lorena, nobile (n. 1865)
- 1906 - Juan González de la Pezuela y Ceballos, nobile, politico e scrittore spagnolo (n. 1809)
- 1907 - Alfred Jarry, drammaturgo, scrittore e poeta francese (n. 1873)
- 1908 - Ludwig Carl Christian Koch, aracnologo tedesco (n. 1825)
- 1910 - Simon Aichner, arcivescovo cattolico austriaco (n. 1816)
- 1910 - Carlo Di Rudio, patriota e militare italiano (n. 1832)
- 1910 - Pëtr Ivanovič Račkovskij, agente segreto russo (n. 1853)
- 1911 - Gertrude Elizabeth Blood, giornalista, scrittrice e drammaturga irlandese (n. 1857)
- 1911 - James Benton Grant, imprenditore, ingegnere minerario e militare statunitense (n. 1848)
- 1914 - Adna Chaffee, generale statunitense (n. 1842)
- 1914 - Christopher Cradock, ammiraglio britannico (n. 1862)
- 1916 - Giuseppe Beleno, militare italiano (n. 1863)
- 1916 - Enrico Benini, calciatore italiano (n. 1891)
- 1916 - Lucindo Faggin, militare italiano (n. 1887)
- 1916 - Edgar Alexander Mearns, chirurgo, ornitologo e naturalista statunitense (n. 1856)
- 1916 - Costantino Palmieri, militare italiano (n. 1894)
- 1916 - Franz von Thun und Hohenstein, nobile e politico boemo (n. 1847)
- 1917 - Ignazio Lanza di Trabia, militare e aviatore italiano (n. 1890)
- 1918 - Augusto Mussini, pittore italiano (n. 1870)
- 1918 - Vladimir Vasil'evič Smirnov, generale russo (n. 1849)
- 1918 - Janko Vuković de Podkapelski, ammiraglio austro-ungarico (n. 1871)
- 1919 - Blažej Bulla, architetto, drammaturgo e compositore slovacco (n. 1852)
- 1921 - Francisco Pradilla, pittore spagnolo (n. 1848)
- 1921 - Adam Zakrzewski, scienziato e esperantista polacco (n. 1856)
- 1922 - Alva Adams, politico statunitense (n. 1850)
- 1922 - Alfred Capus, giornalista e scrittore francese (n. 1858)
- 1922 - Afonso Henriques de Lima Barreto, scrittore brasiliano (n. 1881)
- 1922 - Francisco Murguía, generale e politico messicano (n. 1873)
- 1922 - Thomas Nelson Page, scrittore, avvocato e diplomatico statunitense (n. 1853)
- 1923 - Giuseppe Respighi, pianista italiano (n. 1840)
- 1925 - Lester Cuneo, attore statunitense (n. 1888)
- 1925 - Park Eun-shik, politico sudcoreano (n. 1859)
- 1927 - Florence Mills, cantante, ballerina e cabarettista statunitense (n. 1896)
- 1930 - Pio Cellini, scultore italiano (n. 1863)
- 1931 - Fred Huntley, attore e regista inglese (n. 1862)
- 1933 - Aniya la Gitana, cantante, danzatrice e chitarrista spagnola (n. 1855)
- 1934 - Simon Pietro Grassi, vescovo cattolico italiano (n. 1856)
- 1934 - Giovanni Battista Egisto Sivelli, militare italiano (n. 1843)
- 1934 - Giuseppe Vanni, fisico e inventore italiano (n. 1862)
- 1935 - Giacomo Guidi, archeologo italiano (n. 1884)
- 1935 - Henri Lignon, ciclista su strada francese (n. 1884)
- 1936 - Arturo Ganucci Cancellieri, politico e avvocato italiano (n. 1867)
- 1937 - Milan Gorkić, politico e rivoluzionario jugoslavo (n. 1904)
- 1937 - Nusratullo Maksum, politico tagico (n. 1881)
- 1938 - Francis Jammes, poeta francese (n. 1868)
- 1938 - Guido Zannetti, aviatore e militare italiano (n. 1912)
- 1939 - Paolo Emilio André, architetto italiano (n. 1877)
- 1939 - Aloïs Catteau, ciclista su strada belga (n. 1877)
- 1939 - Kálmán Darányi, politico ungherese (n. 1886)
- 1939 - Claude Gillingwater, attore statunitense (n. 1870)
- 1939 - Francesco Somaini, imprenditore, militare e politico italiano (n. 1855)
- 1939 - Karl Weinberger, compositore austriaco (n. 1861)
- 1940 - Carl Lucas Alsberg, chimico e biologo statunitense (n. 1877)
- 1940 - Vittorio Putti, medico e chirurgo italiano (n. 1880)
- 1941 - Paavo Berg, militare e aviatore finlandese (n. 1911)
- 1941 - Nathalie de Goloubeff, cantante e traduttrice russa (n. 1879)
- 1941 - Hugo Strauß, canottiere tedesco (n. 1907)
- 1942 - Hugo Distler, organista e compositore tedesco (n. 1908)
- 1943 - Paul Beulque, pallanuotista e allenatore di pallanuoto francese (n. 1877)
- 1943 - Alexander George McAdie, meteorologo statunitense (n. 1863)
- 1943 - Vincenzo Rosati, ingegnere, archeologo e pittore italiano (n. 1859)
- 1943 - Antonino Tringali Casanuova, giurista e politico italiano (n. 1888)
- 1944 - Charles Diehl, bizantinista francese (n. 1859)
- 1944 - Paola Garelli, partigiana italiana (n. 1916)
- 1944 - Aleda Lutz, infermiera statunitense (n. 1915)
- 1944 - Silvio Marcuzzi, operaio, antifascista e partigiano italiano (n. 1907)
- 1944 - Andrej Szeptycki, arcivescovo cattolico ucraino (n. 1865)
- 1944 - Alexander Tornquist, paleontologo e geologo tedesco (n. 1868)
- 1945 - Nikolaj Chmelëv, attore sovietico (n. 1901)
- 1945 - Rupert Mayer, gesuita tedesco (n. 1876)
- 1946 - Henri Van Averbeke, calciatore belga (n. 1900)
- 1946 - Martin Åberg, pittore svedese (n. 1888)
- 1947 - Martin Formanack, canottiere statunitense (n. 1866)
- 1947 - Teodoro Romža, ucraino (n. 1911)
- 1948 - Elsie Dalyell, medico australiano (n. 1881)
- 1948 - Otto Rasch, militare, poliziotto e criminale di guerra tedesco (n. 1891)
- 1949 - Nikola Žekov, politico e generale bulgaro (n. 1865)
- 1950 - Bibhutibhushan Bandyopadhyay, scrittore indiano (n. 1894)
- 1950 - Luigi Gallino, pianista e direttore d'orchestra italiano (n. 1887)
- 1950 - Heinrich Tessenow, architetto e urbanista tedesco (n. 1876)
- 1950 - Griselio Torresola, criminale portoricano (n. 1925)
- 1951 - Ermanno Randi, attore italiano (n. 1920)
- 1951 - Alexandre Varille, egittologo francese (n. 1909)
- 1952 - Bertram Bracken, regista, sceneggiatore e attore statunitense (n. 1879)
- 1952 - Dixie Lee, attrice statunitense (n. 1909)
- 1952 - Guus Scheffer, sollevatore olandese (n. 1898)
- 1954 - John Lennard-Jones, matematico, fisico e chimico britannico (n. 1894)
- 1954 - Ferdinando Neri, francesista e storico della filosofia italiano (n. 1880)
- 1954 - Pietro Silva, storico italiano (n. 1887)
- 1955 - Ottavio Boglietti, calciatore argentino (n. 1895)
- 1955 - Dale Carnegie, scrittore e insegnante statunitense (n. 1888)
- 1956 - Lajos Asztalos, scacchista ungherese (n. 1889)
- 1956 - Pietro Badoglio, generale e politico italiano (n. 1871)
- 1956 - Rebecca Talbot Perkins, imprenditrice, filantropa e attivista statunitense (n. 1866)
- 1956 - Gideon van Zyl, politico sudafricano (n. 1873)
- 1957 - Daniele Angeloni, dirigente sportivo, allenatore di calcio e calciatore italiano (n. 1875)
- 1957 - Raffaele Cosentino, regista, commediografo e sceneggiatore italiano (n. 1884)
- 1957 - Gustave Lefebvre, egittologo e grecista francese (n. 1879)
- 1957 - Giovanni Raicevich, lottatore e attore italiano (n. 1881)
- 1957 - Clemente Rebora, presbitero e poeta italiano (n. 1885)
- 1957 - Vincenzo Luigi Saitta, avvocato e politico italiano (n. 1876)
- 1958 - Olive Kelso King, avventuriera australiana (n. 1885)
- 1958 - Józef Lipski, diplomatico polacco (n. 1894)
- 1958 - Egidio Reale, avvocato, antifascista e diplomatico italiano (n. 1888)
- 1959 - Antonín Carvan, calciatore cecoslovacco (n. 1901)
- 1959 - Plinio Fraccaro, storico italiano (n. 1883)
- 1959 - George Richards, calciatore inglese (n. 1880)
- 1959 - Zhang Jinghui, generale e politico cinese (n. 1871)
- 1960 - Joseph Fleming, velocista statunitense (n. 1883)
- 1960 - Rocco Salomone, politico italiano (n. 1883)
- 1961 - Joan McCracken, ballerina e attrice statunitense (n. 1917)
- 1961 - Beatrice di Borbone-Spagna, principessa e duchessa (n. 1874)
- 1962 - Pëtr Ivanovič Dolgov, aviatore sovietico (n. 1920)
- 1962 - Gemma La Guardia Gluck, scrittrice e superstite dell'Olocausto statunitense (n. 1881)
- 1962 - Thomas MacRobert, matematico scozzese (n. 1884)
- 1962 - Ricardo Rodríguez de la Vega, pilota di Formula 1 messicano (n. 1942)
- 1963 - Elsa Maxwell, giornalista e scrittrice statunitense (n. 1883)
- 1963 - Daddy Stovepipe, musicista, chitarrista e cantante statunitense (n. 1867)
- 1964 - William Emet Blatz, psicologo canadese (n. 1895)
- 1964 - Doc Carlson, giocatore di football americano, allenatore di pallacanestro e giocatore di baseball statunitense (n. 1894)
- 1964 - Karl von Graffen, generale tedesco (n. 1893)
- 1964 - Sture Lagerwall, attore e regista svedese (n. 1908)
- 1964 - Andrij Mel'nyk, politico e militare ucraino (n. 1890)
- 1965 - Giuseppe Biagi, militare e esploratore italiano (n. 1897)
- 1965 - Alfred Comte, ingegnere aeronautico svizzero (n. 1895)
- 1965 - Elisabetta Conci, politica italiana (n. 1895)
- 1966 - Charles Catterall, pugile sudafricano (n. 1914)
- 1966 - Eva Garza, cantante e attrice statunitense (n. 1917)
- 1966 - Petar Radaković, calciatore jugoslavo (n. 1937)
- 1967 - Silvio Gai, economista, dirigente d'azienda e politico italiano (n. 1873)
- 1967 - Benita Hume, attrice inglese (n. 1906)
- 1967 - Olga Raphael-Linden, attrice, pittrice e scrittrice svedese (n. 1887)
- 1967 - Enrico Viarisio, attore italiano (n. 1897)
- 1968 - Ludowika Jakobsson, pattinatrice artistica su ghiaccio tedesca (n. 1884)
- 1968 - Geōrgios Papandreou, politico greco (n. 1888)
- 1969 - Pauline Bush, attrice statunitense (n. 1886)
- 1969 - Josef Hassmann, calciatore austriaco (n. 1910)
- 1970 - Schuyler Enck, mezzofondista statunitense (n. 1900)
- 1970 - Carlo Morgari, pittore italiano (n. 1888)
- 1970 - Edvige Maria d'Asburgo-Lorena, nobile austriaca (n. 1896)
- 1971 - Mauritz Andersson, lottatore svedese (n. 1886)
- 1971 - Gertrud von Le Fort, scrittrice tedesca (n. 1876)
- 1971 - Michail Il'ič Romm, regista, sceneggiatore e docente sovietico (n. 1901)
- 1971 - Leonard Jimmie Savage, matematico e statistico statunitense (n. 1917)
- 1971 - Jadwiga Smosarska, attrice polacca (n. 1898)
- 1972 - Henry Bailey, tiratore a segno statunitense (n. 1893)
- 1972 - Carlo Emanuele Basile, politico, prefetto e scrittore italiano (n. 1885)
- 1972 - Ezra Pound, poeta, saggista e traduttore statunitense (n. 1885)
- 1973 - James Edward Abbe, fotografo statunitense (n. 1883)
- 1973 - Giulio Girola, attore italiano (n. 1912)
- 1974 - Felice Bonomini, vescovo cattolico italiano (n. 1895)
- 1974 - Red Wing, attrice statunitense (n. 1873)
- 1975 - Doro Merande, attrice statunitense (n. 1892)
- 1975 - Jérôme Louis Rakotomalala, cardinale e arcivescovo cattolico malgascio (n. 1913)
- 1975 - Charles Seymour Wright, fisico e esploratore canadese (n. 1887)
- 1976 - Filip Johansson, calciatore svedese (n. 1902)
- 1977 - Franco Albini, architetto, urbanista e designer italiano (n. 1905)
- 1977 - Giuseppe Cigala Fulgosi, militare italiano (n. 1910)
- 1977 - Peter Demetz-Fëur, pittore italiano (n. 1913)
- 1977 - Giancarlo Genesini, calciatore italiano (n. 1913)
- 1978 - Giuseppe Berto, scrittore, drammaturgo e sceneggiatore italiano (n. 1914)
- 1978 - Charles Brommesson, calciatore svedese (n. 1903)
- 1979 - Mamie Eisenhower, first lady statunitense (n. 1896)
- 1979 - Albert Préjean, attore francese (n. 1894)
- 1979 - Dominique Rustichelli, calciatore francese (n. 1934)
- 1979 - Saro Urzì, attore italiano (n. 1913)
- 1980 - Guerriera Guerrieri, bibliotecaria italiana (n. 1902)
- 1980 - Prudent Joye, ostacolista francese (n. 1913)
- 1982 - James Broderick, attore statunitense (n. 1927)
- 1982 - Hans Drakenberg, schermidore svedese (n. 1901)
- 1982 - Otto Rüfenacht, schermidore svizzero (n. 1919)
- 1982 - Jun John Sakurai, fisico giapponese (n. 1933)
- 1982 - King Vidor, regista, sceneggiatore e produttore cinematografico statunitense (n. 1894)
- 1983 - Anthony van Hoboken, musicologo olandese (n. 1887)
- 1984 - Marcel Moyse, flautista francese (n. 1889)
- 1984 - Norman Krasna, sceneggiatore e regista statunitense (n. 1909)
- 1984 - Boris Souvarine, politico, saggista e giornalista francese (n. 1895)
- 1985 - Charley Fusari, pugile italiano (n. 1924)
- 1985 - Vladimir Gorochov, allenatore di calcio e calciatore sovietico (n. 1910)
- 1985 - Albert Guyot, sceneggiatore e regista francese (n. 1903)
- 1985 - Yvonne Hagnauer, pedagoga francese (n. 1898)
- 1985 - Lucien Michard, pistard francese (n. 1903)
- 1985 - Phil Silvers, attore, cantante e cabarettista statunitense (n. 1911)
- 1986 - Libero Pollastri, calciatore italiano (n. 1910)
- 1987 - Aldo Bozzi, magistrato e politico italiano (n. 1909)
- 1987 - Cameron Cobbold, I barone Cobbold, banchiere inglese (n. 1904)
- 1987 - Vasso Devetzi, pianista greca (n. 1927)
- 1987 - René Lévesque, politico e giornalista canadese (n. 1922)
- 1987 - Pierre Matignon, ciclista su strada francese (n. 1943)
- 1987 - Tom Parker, calciatore e allenatore di calcio inglese (n. 1897)
- 1987 - Yoo Jae-ha, cantautore e polistrumentista sudcoreano (n. 1962)
- 1988 - George Folsey, direttore della fotografia statunitense (n. 1898)
- 1988 - Hans P. Kraus, antiquario austriaco (n. 1907)
- 1989 - Mario Delle Piane, giurista e storico italiano (n. 1914)
- 1989 - Mihaela Runceanu, cantante e insegnante rumena (n. 1955)
- 1990 - Katan Amano, artista giapponese (n. 1953)
- 1990 - Cipriano Biyehima Kihangire, vescovo cattolico ugandese (n. 1918)
- 1990 - Kim Hyun-sik, cantautore sudcoreano (n. 1958)
- 1991 - Moisés Carmona, vescovo messicano (n. 1912)
- 1992 - Giacomo Giuseppe Beltritti, patriarca cattolico italiano (n. 1910)
- 1992 - Tamara Lazakovič, ginnasta sovietica (n. 1954)
- 1992 - Pino Patti, attore italiano (n. 1926)
- 1993 - Maeve Brennan, giornalista e scrittrice irlandese (n. 1917)
- 1993 - Severo Ochoa, biochimico spagnolo (n. 1905)
- 1993 - Gian Battista Opisso, calciatore e allenatore di calcio italiano (n. 1924)
- 1994 - Noah Beery, attore statunitense (n. 1913)
- 1994 - Richard Krautheimer, storico dell'arte e storico dell'architettura tedesco (n. 1897)
- 1995 - Enrico Bomba, produttore cinematografico, regista e direttore del doppiaggio italiano (n. 1922)
- 1995 - Alun Pask, rugbista a 15 britannico (n. 1937)
- 1995 - Roberto Sambonet, designer e pittore italiano (n. 1924)
- 1995 - Paul Zumthor, filologo e critico letterario svizzero (n. 1915)
- 1996 - Maati Bouabid, politico marocchino (n. 1927)
- 1996 - Sydney Cann, allenatore di calcio e calciatore inglese (n. 1911)
- 1996 - Lycette Darsonval, ballerina e direttrice artistica francese (n. 1912)
- 1996 - Junius Richard Jayewardene, politico singalese (n. 1906)
- 1997 - Ravil' Chabutdinov, sollevatore sovietico (n. 1928)
- 1997 - Crash Kid, ballerino italiano (n. 1971)
- 1997 - Roger Marche, calciatore francese (n. 1924)
- 1997 - Bruno Michaud, calciatore svizzero (n. 1935)
- 1997 - Victor Mills, chimico e inventore statunitense (n. 1897)
- 1997 - James Owen Merion Roberts, esploratore e alpinista britannico (n. 1916)
- 1998 - Stanislav Žuk, pattinatore artistico su ghiaccio sovietico (n. 1935)
- 1999 - Dave Bickles, allenatore di calcio e calciatore inglese (n. 1944)
- 1999 - Minoru Chiaki, attore giapponese (n. 1917)
- 1999 - Bhekimpi Dlamini, politico swati (n. 1924)
- 1999 - Theodore Hall, fisico statunitense (n. 1925)
- 1999 - Walter Payton, giocatore di football americano statunitense (n. 1953)
- 1999 - Franca Scagnetti, attrice italiana (n. 1924)
- 2000 - George Armstrong, calciatore e allenatore di calcio inglese (n. 1944)
- 2000 - Tranquilino Garcete, calciatore paraguaiano (n. 1907)
- 2000 - Steven Runciman, medievista e bizantinista britannico (n. 1903)
- 2000 - Renato Tagliani, conduttore televisivo, attore e imprenditore italiano (n. 1927)
- 2000 - Umberto Tramma, vescovo cattolico italiano (n. 1931)

## XXI secolo(133)
- 2001 - Juan Bosch, politico, scrittore e saggista dominicano (n. 1909)
- 2001 - Claudio Vecchi, politico italiano (n. 1929)
- 2002 - Ekrem Akurgal, archeologo turco (n. 1911)
- 2002 - Eduardo Decena, cestista filippino (n. 1926)
- 2002 - Barbara Abney-Hastings, XIII contessa di Loudoun, nobile scozzese (n. 1919)
- 2002 - Käte Jaenicke, attrice tedesca (n. 1923)
- 2002 - Rubén Magdalena, calciatore argentino (n. 1942)
- 2002 - Léster Morgan, calciatore costaricano (n. 1976)
- 2003 - Mario Ghiglione, calciatore italiano (n. 1918)
- 2003 - Libero Marchini, calciatore italiano (n. 1913)
- 2003 - Mario Melis, politico italiano (n. 1921)
- 2003 - Daishirō Yoshimura, calciatore e allenatore di calcio brasiliano (n. 1947)
- 2004 - A.D.G., giornalista e scrittore francese (n. 1947)
- 2004 - Mac Dre, rapper statunitense (n. 1970)
- 2005 - Peppino Bocchio, calciatore italiano (n. 1933)
- 2005 - Skitch Henderson, pianista, direttore d'orchestra e compositore statunitense (n. 1918)
- 2005 - Michael Piller, sceneggiatore e produttore televisivo statunitense (n. 1948)
- 2006 - Osvaldo Abbondanza, ingegnere e partigiano italiano (n. 1921)
- 2006 - Bettye Ackerman, attrice statunitense (n. 1924)
- 2006 - Giuseppe Avolio, politico italiano (n. 1924)
- 2006 - Florence Klotz, costumista statunitense (n. 1928)
- 2006 - Henk van Lijnschooten, compositore olandese (n. 1928)
- 2006 - Johnny Schofield, calciatore inglese (n. 1931)
- 2006 - Adrienne Shelly, attrice, sceneggiatrice e regista statunitense (n. 1966)
- 2006 - Frits Smol, pallanuotista olandese (n. 1924)
- 2006 - William Styron, scrittore, drammaturgo e critico letterario statunitense (n. 1925)
- 2007 - Irv Bemoras, cestista statunitense (n. 1930)
- 2007 - Sonny Bupp, attore statunitense (n. 1928)
- 2007 - Annalisa Nasalli-Rocca, costumista italiana (n. 1924)
- 2007 - Paul Tibbets, generale statunitense (n. 1915)
- 2008 - Jimmy Carl Black, musicista statunitense (n. 1938)
- 2008 - Dermot Curtis, calciatore irlandese (n. 1932)
- 2008 - Jacques Piccard, esploratore e ingegnere svizzero (n. 1922)
- 2008 - Yma Sumac, cantante peruviana (n. 1922)
- 2009 - Zev Aelony, attivista statunitense (n. 1938)
- 2009 - Jonathan Bourhis, cestista francese (n. 1990)
- 2009 - Natuzza Evolo, mistica italiana (n. 1924)
- 2009 - Alda Merini, poeta, aforista e scrittrice italiana (n. 1931)
- 2009 - Alan Ogg, cestista statunitense (n. 1967)
- 2009 - Mario Pedone, attore italiano (n. 1950)
- 2009 - Emerick Szilagyi, chirurgo statunitense (n. 1910)
- 2009 - George Zoritch, ballerino russo (n. 1917)
- 2010 - Sibylle Bergemann, fotografa tedesca (n. 1941)
- 2010 - Mihai Chițac, politico e generale rumeno (n. 1928)
- 2011 - Richard Gordon, produttore cinematografico britannico (n. 1925)
- 2012 - Brad Armstrong, wrestler statunitense (n. 1962)
- 2012 - Franca Buffoni, farmacologa e pittrice italiana (n. 1925)
- 2012 - Agustín García Calvo, filologo, scrittore e linguista spagnolo (n. 1926)
- 2012 - Mir Abdolrez Daryabeigi, artista iraniano (n. 1930)
- 2012 - Mitch Lucker, cantante e paroliere statunitense (n. 1984)
- 2012 - Renzo Mantero, medico e scrittore italiano (n. 1930)
- 2013 - François Bovon, biblista svizzero (n. 1938)
- 2013 - Giovanni Battista Lanzani, giornalista italiano (n. 1936)
- 2014 - Alberto Baumann, giornalista, scrittore e pittore italiano (n. 1933)
- 2014 - Olivo Bin, scrittore italiano (n. 1950)
- 2014 - Ciguli, cantante bulgaro (n. 1957)
- 2014 - Gian Mario Maulo, politico italiano (n. 1943)
- 2014 - Abednigo Ngcobo, calciatore sudafricano (n. 1960)
- 2014 - Donald Saddler, coreografo, ballerino e regista teatrale statunitense (n. 1918)
- 2014 - Renato Sellani, pianista italiano (n. 1926)
- 2014 - Vira Silenti, attrice italiana (n. 1931)
- 2014 - Wayne Static, cantautore e polistrumentista statunitense (n. 1965)
- 2015 - Alfredo Bonazzi, poeta italiano (n. 1929)
- 2015 - Baha Boukhari, fumettista palestinese (n. 1944)
- 2015 - Ronald Desruelles, velocista e lunghista belga (n. 1955)
- 2015 - Anselmo Gouthier, politico italiano (n. 1933)
- 2015 - Paolo Poiret, attore, doppiatore e direttore del doppiaggio italiano (n. 1945)
- 2015 - Gloria Salguero Gross, politica e imprenditrice salvadoregna (n. 1941)
- 2015 - Günter Schabowski, politico tedesco (n. 1929)
- 2015 - Fred Dalton Thompson, avvocato, politico e attore statunitense (n. 1942)
- 2016 - Sverre Andersen, calciatore e allenatore di calcio norvegese (n. 1936)
- 2016 - Tina Anselmi, politica e partigiana italiana (n. 1927)
- 2016 - Hugh Bullen, bassista trinidadiano (n. 1951)
- 2016 - Nico Carstens, fisarmonicista e compositore sudafricano (n. 1926)
- 2016 - Angelo Chizzoni, generale italiano (n. 1931)
- 2016 - Jean Duperray, cestista francese (n. 1921)
- 2016 - Bap Kennedy, cantautore britannico (n. 1962)
- 2016 - Gianfranco Menegali, arbitro di calcio italiano (n. 1933)
- 2016 - Massimo Mongai, scrittore italiano (n. 1950)
- 2017 - Jim Bain, arbitro di pallacanestro statunitense (n. 1932)
- 2017 - Ramón Cabrero, allenatore di calcio e calciatore spagnolo (n. 1947)
- 2017 - Rosemary Lassig, nuotatrice australiana (n. 1941)
- 2017 - Václav Machek, pistard cecoslovacco (n. 1925)
- 2017 - Vladimir Makanin, scrittore russo (n. 1937)
- 2017 - Ernie Pieterse, pilota automobilistico sudafricano (n. 1938)
- 2017 - Manlio Simonetti, filologo classico e latinista italiano (n. 1926)
- 2017 - Massimo Wilde, politico italiano (n. 1944)
- 2017 - Antonio Zurru, politico italiano (n. 1945)
- 2018 - Francesco Barbaro, mafioso italiano (n. 1927)
- 2018 - Vinton Beckett, altista, lunghista e ostacolista giamaicana (n. 1923)
- 2018 - Carlo Giuffré, attore e regista teatrale italiano (n. 1928)
- 2018 - Theodor Hoffmann, ammiraglio e politico tedesco-orientale (n. 1935)
- 2018 - Bruno Milanesi, politico italiano (n. 1918)
- 2018 - Ken Swofford, attore statunitense (n. 1933)
- 2018 - Jurij Vardanjan, sollevatore sovietico (n. 1956)
- 2019 - Miguel Olaortúa Laspra, vescovo cattolico e missionario spagnolo (n. 1962)
- 2019 - Johannes Schaaf, regista, sceneggiatore e attore tedesco (n. 1933)
- 2020 - Carol Arthur, attrice statunitense (n. 1935)
- 2020 - Rachel Caine, scrittrice statunitense (n. 1962)
- 2020 - Yalçın Granit, cestista e allenatore di pallacanestro turco (n. 1932)
- 2020 - Pedro Iturralde, sassofonista spagnolo (n. 1929)
- 2020 - Nikolaj Maksjuta, politico, ingegnere e dirigente d'azienda russo (n. 1947)
- 2020 - Donald McDermott, pattinatore di velocità su ghiaccio statunitense (n. 1929)
- 2020 - Nikki McKibbin, cantante, compositrice e personaggio televisivo statunitense (n. 1978)
- 2020 - Giuseppe Maria Pilo, storico dell'arte italiano (n. 1929)
- 2020 - Stafford Poole, presbitero e storico statunitense (n. 1930)
- 2020 - Giancarlo Rosati, medico italiano (n. 1938)
- 2021 - Giacomo Babini, vescovo cattolico italiano (n. 1929)
- 2021 - Aaron Beck, psichiatra e psicoterapeuta statunitense (n. 1921)
- 2021 - Emmett Chapman, polistrumentista, inventore e imprenditore statunitense (n. 1936)
- 2021 - Ezio Cini, tiratore a segno italiano (n. 1945)
- 2021 - Jessie Lichauco, filantropa statunitense (n. 1912)
- 2021 - Nelson Freire, pianista brasiliano (n. 1944)
- 2021 - Dieter Kalenbach, fumettista tedesco (n. 1937)
- 2021 - Pat Martino, chitarrista e compositore statunitense (n. 1944)
- 2021 - Poerio Mascella, calciatore italiano (n. 1950)
- 2021 - Carlo Melograni, architetto italiano (n. 1924)
- 2021 - Lawrence Donald Soens, vescovo cattolico statunitense (n. 1926)
- 2021 - Alberto Zignani, generale italiano (n. 1938)
- 2022 - Takeoff, rapper statunitense (n. 1994)
- 2022 - Wilson Kiprugut, mezzofondista e velocista keniota (n. 1938)
- 2022 - Romano Mazzoli, politico e avvocato statunitense (n. 1932)
- 2022 - Patricia Ruanne, ballerina, direttrice artistica e coreografa britannica (n. 1945)
- 2022 - George Spell, attore statunitense (n. 1958)
- 2023 - Carlo Ambrosini, fumettista italiano (n. 1954)
- 2023 - Luigi Berlinguer, giurista e politico italiano (n. 1932)
- 2023 - Bob Knight, cestista e allenatore di pallacanestro statunitense (n. 1940)
- 2023 - Paride Taban, vescovo cattolico sudsudanese (n. 1936)
- 2023 - Vic Vergeat, chitarrista, cantautore e produttore discografico italiano (n. 1951)
- 2024 - Luís Onmura, judoka brasiliano (n. 1960)
- 2024 - Franco Ottolenghi, giornalista e saggista italiano (n. 1936)
- 2024 - Michael Ruse, filosofo britannico (n. 1940)
- 2024 - Gianpaolo Silvestri, politico e giornalista italiano (n. 1954)

## Senza anno specificato(1)
- Gerardo Astorino, pittore e architetto italiano